# Шарпантье, Огюст
Огюст Шарпантье (фр. Auguste Charpentier; 1852 — 4 августа 1916) — французский медик, известный своими исследованиями в области офтальмологии и психиатрии.

## Биография
В 1878 Огюст Шарпантье получил учёную степень агреже. Тогда же он начал работать в этом звании на кафедре гигиены и физики Университета Нанси. Исследования предыдущего агреже, Ф. Монуайе, были в области офтальмологии и он достиг в этой области больших успехов. Как и его предшественник, О, Шарпантье вскоре стал профессором. В 1879 факультет счёл нужным разделить кафедру гигиены и физики на 2 отдельные. Так была создана кафедра гигиены под руководством Эмиля Пуанкаре и кафедра физики под руководством О. Шарпантье. При помощи изобретённого Э. Пуанкаре «фотооптометра» О. Шарпантье исследовал адаптацию сетчатки к свету, которые он назвал «осцилляцией сетчатки». Также он провёл исследования физиологии нервов.
О. Шарпантье скоропостижно скончался 4 августа 1916 года. Конец его карьеры был омрачен печально известной историей с исследованием N-излучения, которому он посвятил более 15 публикаций в 1904 году, описывая его влияние на живые организмы и их биологическое действие.

## Достижения в области психиатрии

### Иллюзия Шарпантье
В 1891 О. Шарпантье описал так называемые «иллюзии размера-веса», которые получили эпонимическое название «иллюзии Шарпантье». Иллюзия заключается в том, что при поднятии двух одинаковых по весу, внешнему виду, но различных по объему предмета, меньший будет восприниматься как более тяжелый.  

### Феномен Шарпантье
Также состояние называется симптомом расстройства адаптации и характеризуется усилением возбуждения при ажитированной депрессии. Наблюдается, как правило, у пациентов преклонного возраста при инволюционной депрессии. Также симптом может наблюдаться при биполярном аффективном расстройстве, большом депрессивном расстройстве и органических психозах (сенильном, атеросклеротическом).

## Оценки
Деятельность Огюста Шарпантье принесла ему хорошую репутацию среди других учёных, он пользовался уважением у руководства университета. Он имел многочисленные награды.